# 1937 en Grèce
Chronologie de la Grèce
- 1933
- 1934
- 1935
- 1936
- 1937
- 1938
- 1939
- 1940
- 1941

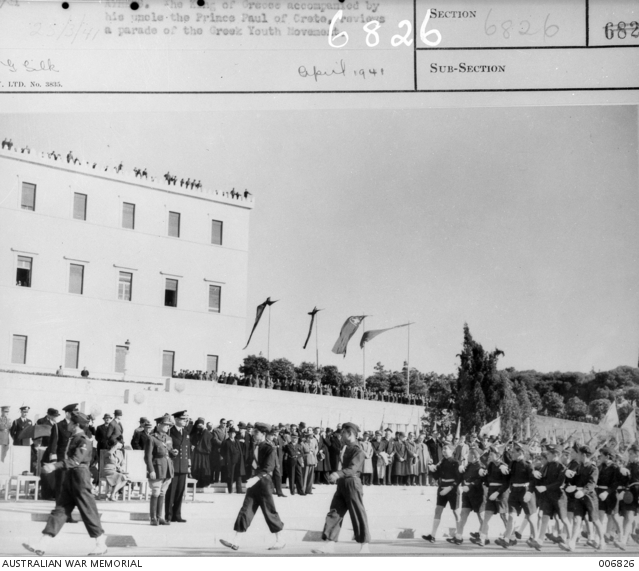
Fondation de l'Organisation nationale de la Jeunesse (défilé en 1941).

Cette page concerne les évènements survenus en 1937 en Grèce  :

## Évènement
- Régime du 4-Août ou régime de Métaxas (1936-1941)

## Création
- Aéroport international d'Héraklion Níkos-Kazantzákis, en Crète.
- Geniki Bank
- Instituts de la vigne et du vin (en)
- Musée archéologique du Céramique, à Athènes.
- Organisation nationale de la Jeunesse
- Régiment de cavalerie mécanisée (en)

## Sport
- Championnat panhellénique (1936-1937) (en)
- Championnat panhellénique (1937-1938) (en)
- Création des clubs de sport  Ampelakiakos F.C. (en), Haidari F.C. (en), Ethnikos Olympiakos Volos FC (football), Naftikós Ómilos Vouliagménis (sports nautiques).

## Naissance
- Státhis Damianákos, chercheur en sociologie du monde agricole.
- Spýros Fokás, acteur.
- Tákis Loukanídis, footballeur.
- Kalliópi Nikoláou, personnalité politique.
- Geórgios Pándzas, personnalité politique.
- Geórgios Zaïmis, skipper.

## Décès
- Grigórios Faliréas (bg), militaire.
- Anastásios Metaxás, architecte et sportif.
- Pavlos Nirvánas (el), écrivain.
- Dimítrios Sárros (en), enseignant, soldat et écrivain.